# Canthidium kiesenwetteri
Canthidium kiesenwetteri là một loài bọ cánh cứng trong họ Bọ hung (Scarabaeidae).